# Antoni Naumczyk
Antoni Naumczyk (* 1925 in Nashua, USA; † 2. April 1969 in Zawoja) war ein polnischer katholischer Priester, Dozent der Polnisch-Katholischen Kirche und Generalvikar.

## Leben

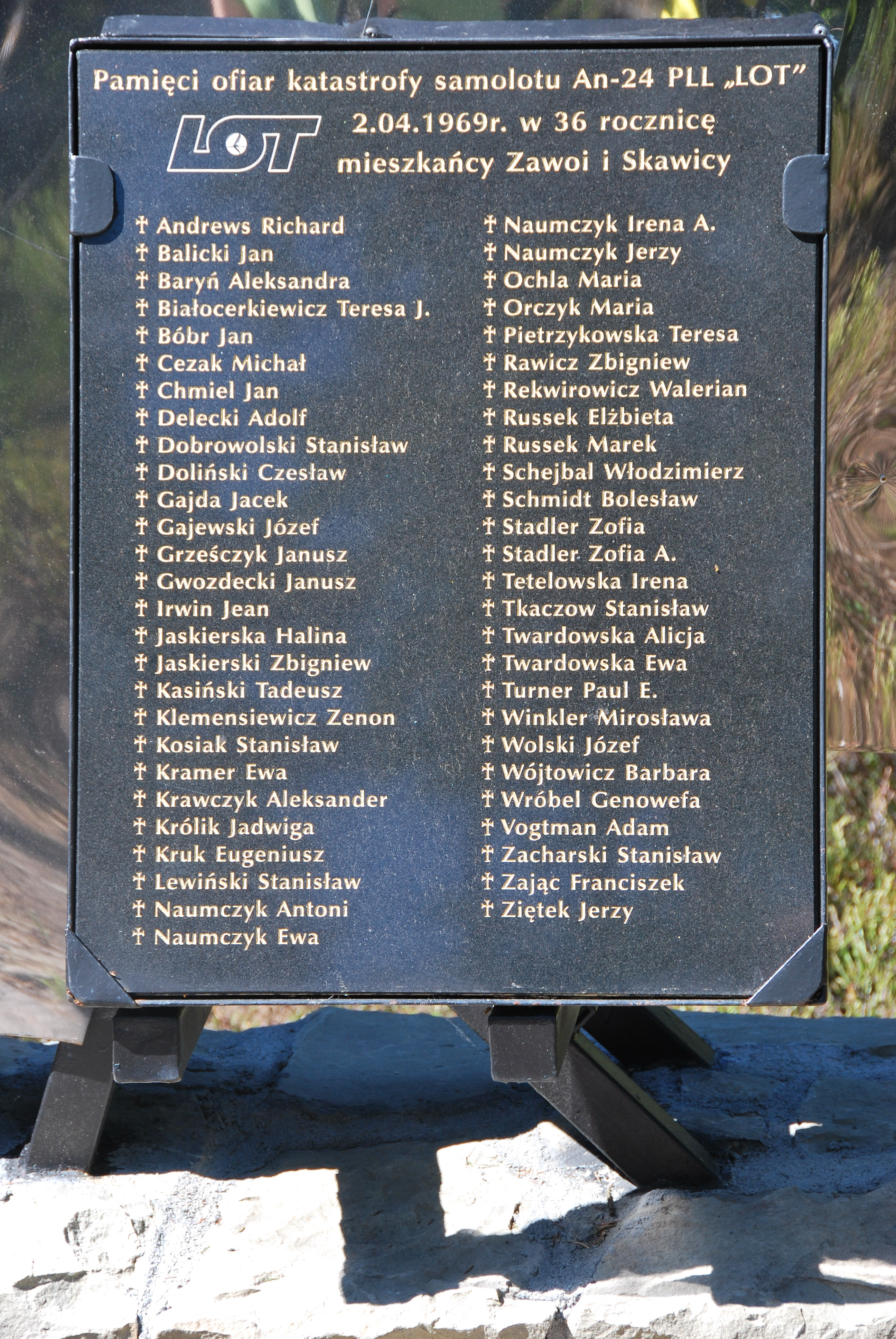
Gedenkschild am Berg Polica für die Opfer der Absturzes von 1969

Naumczyk kam in einer polnischen Familie in den USA zur Welt und übersiedelte mit seinen Eltern als Vierjähriger nach Postawy in Polen. Nach dem Besuch der Schule und der Erlangung der Hochschulreife in Vilnius trat er in die Gemeinschaft der Missionspriester in der Jagiellonenuniversität von Krakau ein. Im Jahre 1950 wurde er zum römisch-katholischen Priester geweiht. Seither lehrte er als Dozent für Exegese am Theologischen Institut der Missionarspriester. In dieser Universität verteidigte er 1953 auch seine Doktorarbeit. Als 1957 bekannt wurde, dass er nicht-zölibatär lebte, gab er den geistlichen Stand auf. Außerdem war ihm nachgesagt worden, dass er kostbare Dokumente aus der Klosterbibliothek von Stradom an sich gebracht hätte. Mit der Unterstützung des staatlichen Amtes für Glaubensfragen wurde er 1958 Priester in der Polnisch-Katholischen Kirche. Als solcher fand er eine Einstellung als Adjunkt an der Christlich-Theologischen Akademie von Warschau. Im Jahre 1960 wurde er dort zum Dozenten berufen. 1966 wurde er Lehrstuhlinhaber für Praktische Theologie an der altkatholischen Sektion der Akademie. Von 1960 bis 1965 verwaltete er zugleich als Administrator die Warschauer Diözese der Polnisch-katholischen Kirche. 1965 gehörte er zu den Initiatoren einer Gruppe, die das Oberhaupt der Polnisch-katholischen Kirche, Maksimilian Rode absetzte. Als er zum Nachfolger für dieses Amt vorgeschlagen wurde, schlug er diese Offerte aus und setzte sich stattdessen zu Gunsten von Julian Pękala als neues Oberhaupt ein. Er selbst begnügte sich mit dem Titel des Infulaten und Generalvikars der Polnisch-katholischen Kirche.
Ab 1965 amtierte er in der Funktion des Ratssekretärs und als Mitglied des Präsidiums im Rat der Polnisch-katholischen Kirche in der VR Polen. Er galt in den Jahren 1965–1969 in ihr als „graue Eminenz“.
Naumczyk war seit ihrer Gründung Mitglied der Christlichen Friedenskonferenz.
Antoni Naumczyk starb zusammen mit seiner Familie bei einem Flugunfall (LOT-Flug 165).